# Kućan Ludbreški
Kućan Ludbreški es una localidad de Croacia en la ciudad de Ludbreg, condado de Varaždin.

## Geografía
Se encuentra a una altitud de 155 m s. n. m. a 91 km de la capital nacional, Zagreb.

## Demografía
En el censo 2011, el total de población de la localidad fue de 186 habitantes.
| Gráfica de población de Kućan Ludbreški 1857-2011                   |
|                                                                     |
| Según los censos de población de la oficina estadística de Croacia. |